# Cumbaratza
Cumbaratza ist eine Ortschaft und eine Parroquia rural („ländliches Kirchspiel“) im Kanton Zamora der ecuadorianischen Provinz Zamora Chinchipe. Sitz der Verwaltung ist die Ortschaft Cumbaratza. Die Parroquia besitzt eine Fläche von 150,22 km². Die Einwohnerzahl lag beim Zensus 2010 bei 4416. Für das Jahr 2020 wurde sie auf 5310 geschätzt. Die Parroquia wurde am 25. April 1955 eingerichtet.

## Lage
Die Parroquia Cumbaratza liegt an der Ostflanke der Cordillera Real im Südosten von Ecuador. Der Hauptort liegt auf einer Höhe von 886 m am linken Ufer des Río Zamora etwa 12 km nordöstlich der Provinzhauptstadt Zamora. Der Río Zamora durchfließt die Parroquia in nordöstlicher Richtung. Im Norden reicht das Gebiet bis zum Río Yacuambi, im Südwesten bis fast an die Mündung des Río Jamboé. Die Längsausdehnung in SW-NO-Richtung beträgt 18,5 km. Die Fernstraße E45 (Zamora–Macas) führt entlang dem linken Flussufer des Río Zamora und an Cumbaratza vorbei.
Die Parroquia Cumbaratza grenzt im Nordosten an die Parroquias Panguintza und Zumbi (beide im Kanton Centinela del Cóndor), im Osten an die Parroquia San Carlos de las Minas, im Süden an die Parroquia Timbara, im Westen an Zamora und an die Parroquia Sabanilla sowie im Nordwesten an die Parroquia Guadalupe.

## Barrios
In der Parroquia Cumbaratza gibt es folgende Barrios:
- Cumbaratza (1633 Einwohner)
- Nambija Bajo (944 Einwohner)
- La Quebrada de Cumaratza (648 Einwohner)
- Chamico (370 Einwohner)
- Namirez Vajo (326 Einwohner)